# Laevicardium substriatum
Laevicardium substriatum är en musselart som först beskrevs av Conrad 1837.  Laevicardium substriatum ingår i släktet Laevicardium och familjen hjärtmusslor. Inga underarter finns listade i Catalogue of Life.